# 아날로그 디바이스
아나로그디바이스(Analog Devices, Inc., Nasdaq : ADI)는 매사추세츠주 윌밍턴에 본사를 둔 데이터 변환, 신호 처리 및 전력 관리 기술을 전문으로 하는 미국의 다국적 반도체 회사이다.
아나로그디바이스는 전자 장비에 사용되는 아날로그, 혼합 신호 및 디지털 신호 처리(DSP) 집적 회로(IC)를 제조한다.
아나로그디바이스는 통신, 컴퓨터, 계측, 군사/항공 우주, 자동차 및 소비자 가전 응용 분야에서 약 125,000의 고객을 보유하고 있다.

## 연혁
아나로그디바이스는 1965년 두 명의 MIT 졸업생인 Ray Stata와 Matthew Lorber에 의해 설립되었다. 같은 해에 회사는 테스트 및 측정 장비에 사용되는 하키 퍽 크기의 모듈인 모델 101 연산 증폭기를 출시했다. 1967년에 회사는 기술 잡지 Analog Dialogue의 첫 번째 호를 발행했다.
1969년 Analog Devices는 기업공개(IPO)를 신청하고 상장 기업이 되었다. 10년 후, 회사는 뉴욕 증권 거래소에 상장되었다.
1973년, 아나로그디바이스의 레이저 트림 웨이퍼와 최초의 CMOS 디지털-아날로그 컨버터를 최초로 출시했다. 1996년까지 회사는 10억 달러 이상의 회사 수익을 보고했다. 같은 해에 Jerald Fishman은 사장 겸 CEO로 임명되어 2013년 사망할 때까지 재직했다.
2000년 Analog Devices의 매출은 75% 이상 성장하여 25억 7,800만 달러를 기록했으며, 후막 반도체 제조업체인 BCO Technologies PLC를 포함한 5개 회사를 1억 5,000만 달러에 인수했다.
2008년 1월, 온세미컨덕터는 Analog Devices로부터 CPU 전압 및 PC 열 모니터링 사업부를 1억 8,400만 달러에 인수했다.
2012년 아나로그디바이스는 48.5%의 점유율로 전 세계 데이터 컨버터 시장을 주도했다고 Databeans이라는 분석 회사는 밝혔다.
2016년 7월, 약 148억 달러의 현금 및 주식 거래를 통해 Analog Devices가 Linear Technology를 인수하기로 합의했다.
2020년 7월, Analog Devices는 Maxim Integrated를 인수하기로 합의했다.

## 제품
아나로그디바이스는 다음과 같은 분류의, 다양한 반도체 소자를 생산한다:
- 증폭기
- 비교기
- 아날로그-디지털 변환회로
- 디지털-아날로그 변환회로
- 임베디드 프로세싱
- 디지털 신호 처리기
- MEMS
- 센서
- RF
- 전력 관리
- 오디오/영상 소자
- 광섬유